# بلاپایس
بلاپایس (به لاتین: Bellapais) یک منطقهٔ مسکونی در قبرس است که در ناحیه گیرنه واقع شده‌است.

## نگارخانه

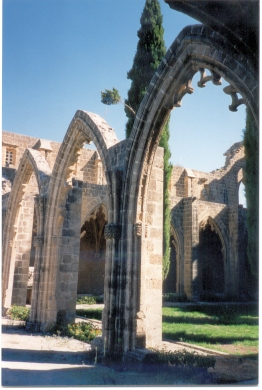
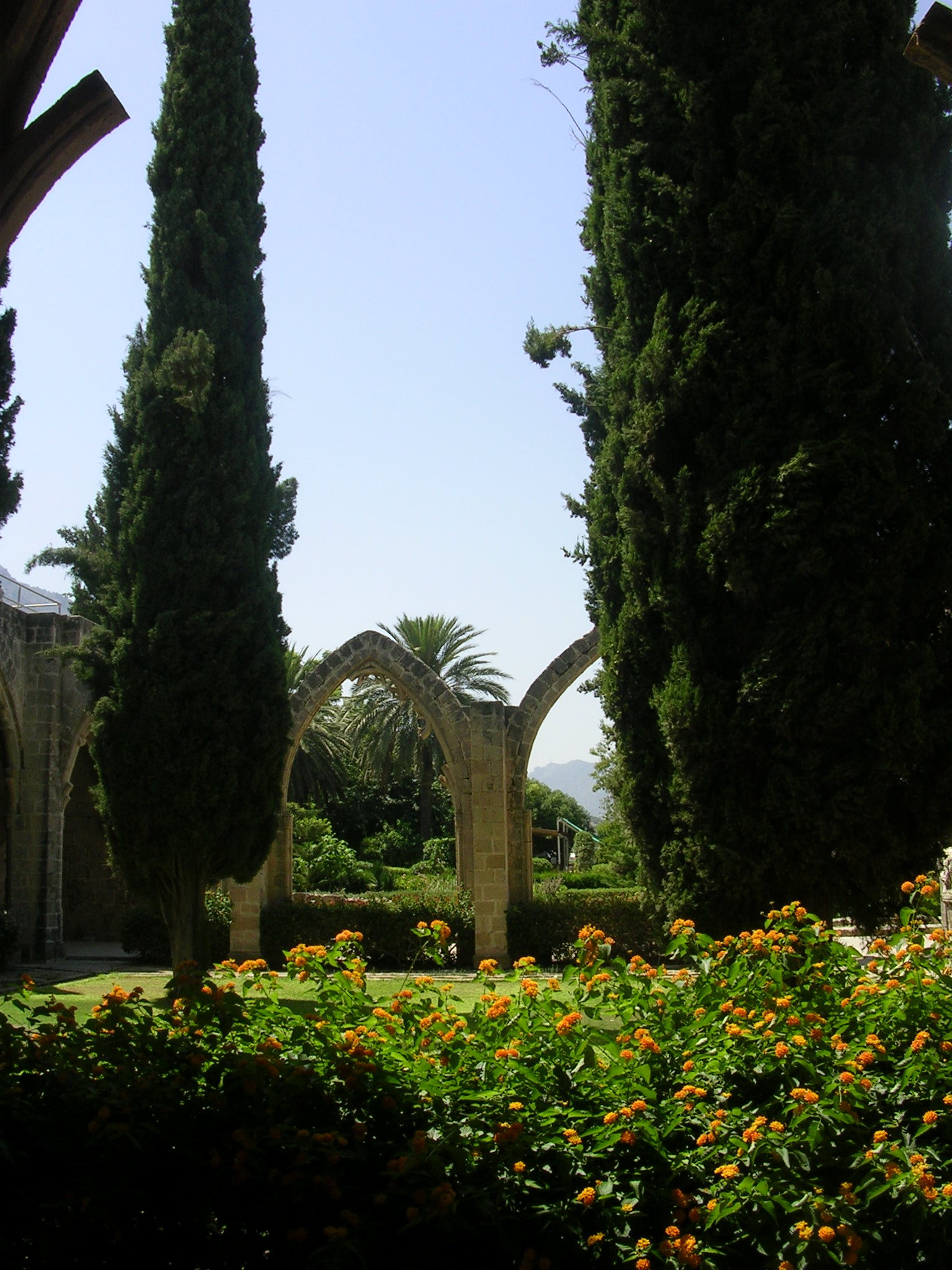